# Trent's Last Case (película de 1920)
Película basada en Trent's Last Case de Edmund Clerihew Bentley de 1913, una de las primeras novelas de detectives en que se utiliza la deducción para resolver un caso. El detective es el que da nombre a la novela: Philip Trent. 

## Otros créditos
- Sonido: Muda
- Color: Blanco y negro

- Datos: Q7838352